# Gossypieae
Gossypieae es una tribu de plantas con flores perteneciente a la familia Malvaceae. 

## Géneros
- - Cephalohibiscus
  - Cienfuegosia
  - Gossypioides
  - Gossypium
  - Hampea
  - Kokia
  - Lebronnecia
  - Thepparatia[1]
  - Thespesia Sol. ex Corrêa[2]